# Joël Pommerat
Joël Pommerat (geboren am 28. Februar 1963 in Roanne, Département Loire) ist ein französischer Schauspieler, Regisseur und Dramatiker. Seit 1990 inszeniert er überwiegend eigene Theatertexte und bevorzugt die Berufsbezeichnungen „auteur de spectacle“, „praticien du théâtre“ oder „fabricant de pièces“ [Autor von Aufführungen, Praktiker der Bühne oder Hersteller von Stücken].

## Leben und Werk
Pommerat entdeckte seine Leidenschaft für das Theater als 12-jähriger Besucher des Festivals d'Avignon und auch im Französisch-Unterricht am Gymnasium. Er verließ die Schule vorzeitig, wurde mit 18 Jahren Schauspieler und begann zu schreiben.
Allerdings behagte ihm die Profession des Schauspielers nicht, er wollte sich aus der Abhängigkeit des Darstellers von Direktion und Regie lösen und begann daher mit 23 Jahren regelmäßig zu schreiben. Doch erst vier Jahre später präsentierte er am Pariser Théâtre Clavel sein erstes Stück, den Theatermonolog Le Chemin de Dakar. In diesem Zusammenhang gründete er im selben Jahr seine eigene Compagnie Louis Brouillard, die ausschließlich seine eigenen Stücke spielt. Der Name der Truppe besteht aus dem Vornamen seines Vaters und dem französischen Begriff für Nebel, der etwas über die unentwegte Suche des Autors nach der Wirklichkeit verrät. Seit dieser Zeit entwickelt Pommerat seine Stücke im Regelfall gemeinsam mit den Schauspielern während der Proben. Die Mitglieder seiner Compagnie bezeichnet er als Co-Autoren, sich selbst einmal als Autor der Aufführung („auteur de spectacle“) oder ein anderes Mal ironisch als kleinen Patriarchen („petit Patron“), weil seine Truppe nur seine eigenen Texte spielt. Alljährlich wird im Durchschnitt eine neue Produktion erarbeitet. Die auf Le Chemin de Dakar folgenden Stücke wurden am Théâtre de la Main d’Or in Paris uraufgeführt.
1995 inszenierte er das Stück Pôles am Theater Les Fédérés in Montluçon – den ersten Text, den er zur Publikation freigab. Es folgte die Uraufführung von Treize étroites têtes, ebenfalls in Montluçon. Ab 1997 beschäftigte sich der Autor und Regisseur drei Jahre lang ausschließlich mit dem Medium Film und drehte mehrere Kurzfilme. 1998 entstand, als Auftragsarbeit von France Culture, das Hörspiel Les Enfants. Danach wandte er sich wieder dem Theater zu. Die Compagnie Louis Brouillard brachte 2004 am Théâtre National de Strasbourg das neue Stück Au monde zur Uraufführung, welches auch auf internationaler Ebene sehr erfolgreich war und zu Gastspielen unter anderem in Moskau und New York eingeladen wurde. Das Festival d’Avignon präsentierte 2006 eine Werkschau seiner Inszenierungen. Von 2007 bis 2010 war Pommerat – auf Einladung des legendären Regisseurs Peter Brook – Artist in Residence am Théâtre des Bouffes du Nord in Paris.

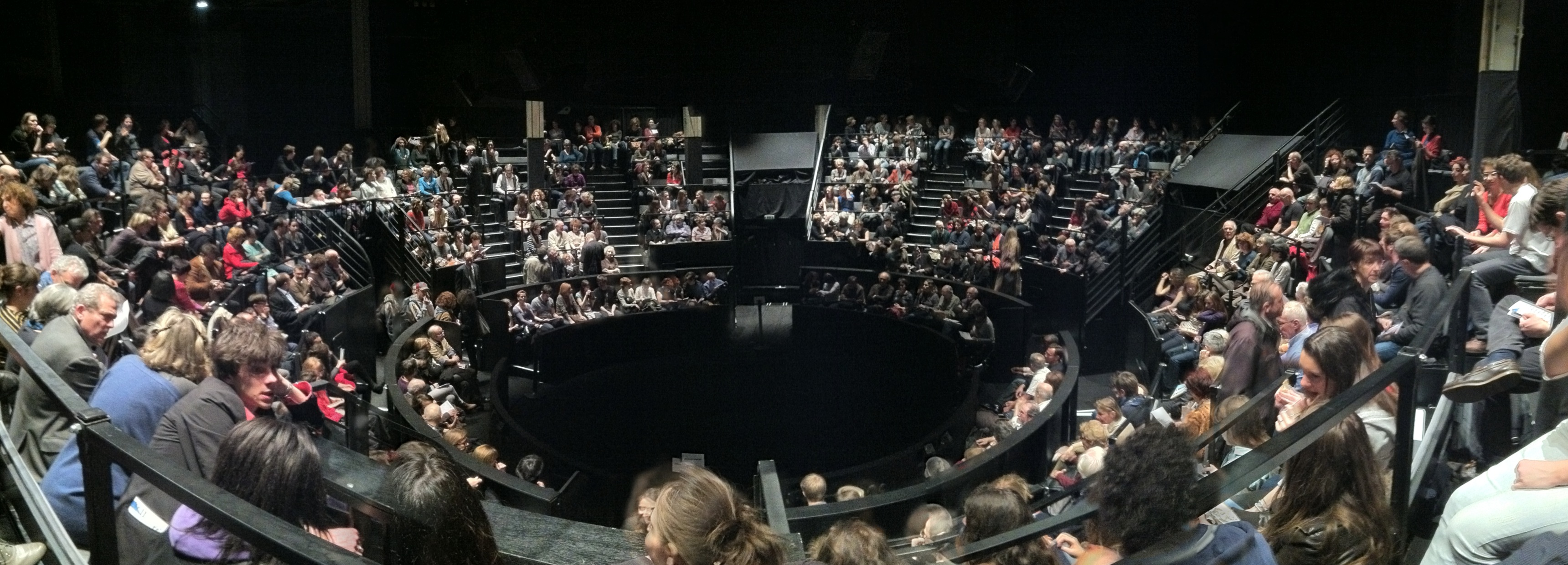
Pommerat setzt auch ungewöhnliche Bühnenformen ein, wie diese 360-Grad-Arena im Jahr 2011 für Ma chambre froide im Pariser Théâtre de l’Odéon

Im Frühjahr 2011 feierte er mit Ma chambre froide [Mein kaltes Zimmer] seinen Durchbruch in Paris. Die Tageszeitung Libération widmete seiner Theaterarbeit im März vier volle Seiten. „Das sprengt bei ‚Libé‘ jeden Rahmen. Die Aufführungsserie seines neuesten Stücks „Ma chambre froide“ am Théâtre de l’Odéon war ab der zweiten Vorstellung ausverkauft. Mit diesem Stück wurde nicht allein die Probe aufs Exempel erbracht, dass Frankreich wieder einen bedeutenden zeitgenössischen Dramatiker vorzuweisen hat, sondern ebenso die, dass das französische Subventionssystem bei seinem Werdegang hilfreich sein konnte.“
In Deutschland gastierten die Produktionen der Compagnie Louis Brouillard regelmäßig auf den Festivals Neue Stücke aus Europa in Wiesbaden und Festival Perspectives in Saarbrücken. In den 2010er-Jahren begannen auch deutschsprachige Bühnen seine Werke zu inszenieren. Beispielsweise wurde Die Wiedervereinigung der beiden Koreas am Schauspiel Frankfurt, bei den Ruhrfestspielen Recklinghausen und am Wiener Burgtheater gezeigt.
Pommerats Theaterstücke erscheinen in Frankreich beim Verlag Actes Sud, in Deutschland wird er seit 2014 vom Merlin Verlag verlegt.

## Stücke und Inszenierungen (Auswahl)
- 1990: Le Chemin de Dakar, monologue, Théâtre Clavel
- 1991: Le Théâtre, Théâtre de la Main d’Or
- 1993: Des suées, Théâtre de la Main d’Or
- 1993: Vingt-cinq années de littérature de Léon Talkoi, Théâtre de la Main d’Or
- 1994: Les Événements, Théâtre de la Main d’Or
- 1995: Pôles, Théâtre des Fédérés, Montluçon
- 1997: Treize Étroites Têtes, Théâtre des Fédérés, Montluçon
- 2000: Mon ami, Théâtre Paris-Villette
- 2002: Grâce à mes yeux, Théâtre Paris-Villette
- 2003: Qu’est-ce qu’on a fait ?, Centre dramatique national de Caen
- 2004: Au monde, Uraufführung am Théâtre national de Strasbourg
- 2004: Le Petit Chaperon rouge, Espace Jules Verne, Théâtre de Brétigny, scène conventionnée du Val d'Orge
- 2005: D’une seule main, création au Centre Dramatique National de Thionville
- 2006: Cet enfant (deutsch: Dieses Kind), Bearbeitung von Qu’est-ce qu’on a fait ?, Théâtre Paris-Villette
- 2006: Les Marchands (deutsch: Die Händler), Uraufführung am Théâtre national de Strasbourg
- 2007: Je tremble (1), Théâtre Charles-Dullin, scène nationale de Chambéry
- 2008: Pinocchio nach Carlo Collodis Pinocchio, Odéon-Théâtre de l'Europe Ateliers Berthier
- 2008: Je tremble (1 et 2), Festival d'Avignon
- 2010: Cercles / Fictions (deutsch: Kreise/Visionen), Théâtre des Bouffes du Nord
- 2011: Ma chambre froide, Odéon-Théâtre de l’Europe Ateliers Berthier
- 2011: Thanks to my Eyes, Oper von Oscar Bianchi, Libretto und Inszenierung von Joël Pommerat nach seinem Stück Grâce à mes yeux, Festival d’Aix-en-Provence
- 2011: Cendrillon, Théâtre national de Belgique, Brüssel
- 2011: La Grande et Fabuleuse Histoire du commerce, Comédie de Béthune
- 2013: La Réunification des deux Corées, (deutsch: Die Wiedervereinigung der beiden Koreas), Odéon-Théâtre de l’Europe Ateliers Berthier
- 2014: Une année sans été von Catherine Anne, Inszenierung von Joël Pommerat, L’Hippodrome, scène nationale
- 2014: Au monde, Oper von Philippe Boesmans, Libretto und Inszenierung von Joël Pommerat nach seinem Stück Au monde, Théâtre de la Monnaie
- 2015: Ça ira (1) Fin de Louis, Le Manège-Mons puis im Théâtre des Amandiers, Nanterre
  - 2017: (In Deutsch) La Révolution #1 – Wir schaffen das schon. Merlin Verlag (Über die frz. Revolution)
- 2017: Pinocchio, Oper von Philippe Boesmans, Libretto und Inszenierung von Joël Pommerat, Grand Théâtre de Provence Aix-en-Provence
- 2019: L’inondation, Oper von Francesco Filidei, Libretto und Inszenierung von Joël Pommerat, Opéra-Comique Paris

## Auszeichnungen (Auswahl)
Joël Pommerat wurde mehrfach für sein Theaterschaffen für den Prix Molière nominiert.
- 2007: Grand prix de littérature dramatique
- 2007: Hörspiel des Monats – für Die Händler (Les marchands)
- 2013: Prix Beaumarchais der Tageszeitung Le Figaro für das beste Theaterstück – für La Réunification des deux Corées
- 2015: Grand Prix du Théâtre der Académie française – für sein Lebenswerk als Dramatiker
- 2016: Europäischer Theaterpreis: "XIII Europe Prize Theatrical Realities" für "besondere Impulse für das europäische Theater".[4][5]

- 2016: Prix Molière – dreifache Auszeichnung als bester französischsprachiger Autor, Kategorie Théâtre public und beste Regie für: Ça ira (1) fin de Louis

## Film
- Joël Pommerat – Theater total. (OT: Joël Pommerat – Le théâtre comme absolu.) Dokumentarfilm, Frankreich, 2018, 60 Min., Buch und Regie: Blandine Armand, Produktion: Zadig Productions, arte France, TV5 Monde, Erstsendung: 15. Juli 2018 bei arte, Inhaltsangabe von ARD.